# 太平庄车辆段
45°05′08.28″N 116°23′44.86″E / 45.0856333°N 116.3957944°E
太平庄车辆段位于北京市昌平区东小口地区半截塔村东北侧，是北京地铁5号线的一座车辆段，从天通苑北站北侧接轨。车辆段占地面积25公顷，设有停车库、列检库、办公楼等设施，承担北京地铁5号线列车存放和日常检修任务。共有线路46条，其中存车线24条。设有灯泡线。
由于车辆数量限制，北京地铁5号线的最小间隔一直难以缩短；因此为了缓解5号线的压力，太平庄车辆段将进行扩建。